# Nadeesha Gayanthi
Nadeesha Gayanthi Murukkuwadura (* 6. September 1984 in Balapitiya) ist eine sri-lankische Badmintonspielerin.

## Karriere
Nadeesha Murukkuwadura wurde 2006 erstmals nationale Meisterin in Sri Lanka. Weitere Titelgewinne folgten 2008 und 2014. 2007 nahm sie an den Badminton-Weltmeisterschaften teil, 2014 an den Commonwealth Games. Bei den Südasienspielen gewann sie 2006 Silber und Bronze, 2010 Bronze.